# Roemenië op de Olympische Zomerspelen 1900
Eén atleet uit Roemenië nam deel aan de Olympische Zomerspelen 1900 in Parijs, Frankrijk. Het was de eerste Roemeense deelname aan de Olympische Spelen. Pas in 1924 nam het voor de tweede keer deel.

## Deelnemers en resultaten

### Schietsport
De enige Roemenië deelnemer aan de Spelen was Gheorghe Plagino. Hij eindigde gedeeld 13e bij het onderdeel "trap".
| Olympiër         | Discipline | Resultaat | Prestatie |
| ---------------- | ---------- | --------- | --------- |
| Gheorghe Plagino | trap (m)   | 13e       | 11 punten |

Argentinië · Australië · België · Bohemen · Brits-Indië · Canada · Cuba · Denemarken · Duitsland · Frankrijk · Griekenland · Groot-Brittannië · Haïti · Hongarije · Iran · Italië · Luxemburg · Mexico · Nederland · Noorwegen · Oostenrijk · Peru · Roemenië · Rusland · Spanje · Verenigde Staten · Zweden · Zwitserland · Gemengde teams